# Fritillaria theophrasti
Fritillaria theophrasti là một loài thực vật có hoa trong họ Liliaceae. Loài này được Kamari & Phitos mô tả khoa học đầu tiên năm 2000.